# La Vid de Ojeda
La Vid de Ojeda è un comune spagnolo di 132 abitanti situato nella comunità autonoma di Castiglia e León.